# قطعنامه ۷۲ شورای امنیت
قطعنامه ۷۲ شورای امنیت سازمان ملل متحد که در تاریخ ۲۷ ژوئیه ۱۹۴۹ تصویب شد، سندی بین‌المللی دربارهٔ دیوان بین‌المللی دادگستری است. این قطعنامه طی نشست ۴۳۲ام با ۹ موافق، ۰ مخالف و ۲ ممتنع تصویب شد.